# John McNamara (Biologe)
John M. McNamara ist ein britischer theoretischer Biologe (Verhaltensökologie, Populationsbiologie) und ursprünglich theoretischer Physiker.
McNamara wurde 1977 an der Universität Oxford bei Roger Penrose mit einer Dissertation über Schwarze Löcher promoviert (Stability of the inner horizon of the Reissner-Nordstrõm and Kerr black hole models). Er ist emeritierter Hochschullehrer an der Universität Bristol.
Er entwickelt Modelle für Tierverhalten mit realistischeren Vorgaben für physiologische Änderungen im Verlauf der Lebenszeit und individuellen Unterschieden der Tiere. Er untersuchte unter anderem den Trade-off zwischen Nahrungserwerb und der Gefahr, Opfer von Beutetieren zu werden, die Überlebensstrategien von Vögeln im Winter, jährliche Routinen, Trans-Generationen-Effekte, Anpassungen an stochastischen Umgebungen, ökologische Rationalität von Verhaltensstrategien, Informationsauswertung und evolutionäre Spieltheorie.
2008 erhielt er den Hamilton Award der International Society of Behavioural Ecology. 2013 erhielt er die Medaille der Association for the Study of Animal Behaviour (ASAB) mit seinem häufigen Kollaborator Alasdair Houston, 2014 den Weldon Memorial Prize und 2018 den Sewall Wright Award und die Frink-Medaille. 2012 wurde er Fellow der Royal Society.

## Schriften (Auswahl)
- mit A. Houston: The application of statistical decision theory to animal behaviour,  Journal of Theoretical Biology, Band 85, 1980, 673–690
- Optimal patch use in a stochastic environment, Theoretical Population Biology, Band  21, 1982, S. 269–288
- mit A. Houston: Optimal foraging and learning, Journal of Theoretical Biology, Band 117, 1985, S. 231–249
- mit A. Houston: The common currency for behavioral decisions, The American Naturalist, Band 127, 1986, S. 358–378
- mit A. Houston: Starvation and predation as factors limiting population size, Ecology, Band 68, 1987, S. 1515–1519
- mit A. Houston, C. Clark, M. Mangel: Dynamic models in behavioural and evolutionary ecology, Nature, Band 332, 1988, S. 29–34
- mit A. Houston: Risk-sensitive foraging: a review of the theory, Bulletin of Mathematical Biology, Band 54, 1993, S. 355–378
- mit A. Houston, J. M. C. Hutchison: General results concerning the trade-off between gaining energy and avoiding predation, Phil. Trans. Roy. Soc. B, Band 341, 1993, S. 375–397
- mit A. Houston: State-dependent life histories, Nature, Band 380, 1996, S. 215–221
- mit A. Houston: Models of adaptive behaviour: an approach based on state, Cambridge University Press 1999
- mit C. E. Gasson, A. Houston: Incorporating rules for responding into evolutionary games, Nature, Band 401, 1999, S. 368–371
- mit H. Kokko, R. Brooks, A. Houston: The sexual selection continuum, Proc. Roy. Soc. B, Band 296, 2002, S. 1331–1340
- mit P. Bateson, T. Clutton-Brock, S. Sultan u. a.: Developmental plasticity and human health, Nature, Band 430, 2004, S. 419–421
- mit S. R. X. Dall, A. Houston: The behavioural ecology of personality: consistent individual differences from an adaptive perspective, Ecology Letters, Band 7, 2004, S. 734–739
- mit A. Houston, T. Székely: Conflict between parents over care, Trends in Ecology & Evolution, Band 20, 2005, S. 33–38
- mit S. R. X. Dall, D. W. Stephens u. a.: Information and its use by animals in evolutionary ecology, Trends in Ecology & Evolution, Band 20, 2005, S. 187–193
- mit P. A. Stephens. I. L. Boyd, A. Houston: Capital breeding and income breeding: their meaning, measurement, and worth, Ecology, Band 90, 2009, S. 2057–2067
- mit A. Houston: Integrating function and mechanism, Trends in Ecology & Evolution, Band 24, 2009, S. 670–675